# Руда (Золочевский район)
Руда (укр. Руда) — село в Золочевской городской общине Золочевского района Львовской области Украины.
Население по переписи 2001 года составляло 38 человек. Занимает площадь 0,347 км². Почтовый индекс — 80746. Телефонный код — 3265.